# Isha Schwaller de Lubicz
Isha Schwaller de Lubicz (1885 – 1963) è stata un'esoterista ed egittologa francese.

## La storia
Jeanne Germain, solo in seguito conosciuta con il nome iniziatico Isha, fu attratta fin dalla giovinezza dallo studio della teologia e del misticismo di diverse correnti filosofiche e religiose, tra le quali il Cristianesimo, l'Induismo, il Buddhismo e l'Ebraismo. Ebbe quattro figli con il ricco armatore di Caen Georges Lamy, teosofo, due dei quali morti tragicamente durante la Seconda guerra mondiale. Dopo la vedovanza da Lamy, Jeanne divenne prima discepola e in seguito, nel 1927, moglie di René Adolphe Schwaller de Lubicz (conosciuto anche con il nome iniziatico di Aor), con il quale studiò nei dettagli vari insegnamenti e sistemi tradizionali, inclusi il Taoismo e l'Islam.
Ormai nota come Isha Schwaller de Lubicz, insieme al marito René e a sua figlia Lucie Lamy svolse il suo lavoro più significativo in Egitto, dove rimase per 15 anni studiando i messaggi geroglifici nascosti nei principali luoghi sacri di Al Kemi, l'Egitto faraonico. Grazie a delle profonde intuizioni e rivelazioni, riuscì a decifrare il significato simbolico dei geroglifici e a tradurre dei testi incomprensibili per gli egittologi classici. Dal 1952 Aor ed Isha si ritirarono a Plan de Grasse conducendo una vita appartata, dedicata allo studio e alla scrittura.
Isha si spense a Parigi due anni dopo la morte del marito, nel 1963.

## Le opere
L'enorme mole di lavoro conseguente agli studi in Egitto confluì successivamente nelle opere di René, tra cui il monumentale Le temple de l'homme (1957). Da parte sua Isha, dopo aver scritto nel 1950 Contribution a l'Egyptologie, si dedicò alla stesura di due romanzi con protagonista un giovane contadino egizio, detto Cecio, scelto dai sacerdoti ed iniziato ai misteri del Tempio: Her-Bak Pois Chiche (1950) e Her-Bak Disciple (1951). 
Successivamente, nel 1957, scrisse L'ouverture du chemin, un saggio che espone il percorso che l'individuo deve compiere per diventare padrone dei propri automatismi e giungere ad una piena libertà di coscienza.
Nel 1960 diede vita a quello che sarebbe diventato l'ultimo dei suoi romanzi, La Lumiére du chemin, un lavoro in cui ha accostato alcuni dei concetti espressi ne L'ouverture du chemin alla storia di Jean Thomas, un uomo di scienza alla ricerca di una via di uscita dall'inquietudine e dalla superficialità del suo tempo. 
Sul suo percorso, Jean incontrerà alcuni personaggi con i quali si inerpicherà lungo la via di una conoscenza interiore che, attraverso vicissitudini ed ostacoli molto attuali, lo condurrà al significato e al ruolo del Principio Cristico (o Presenza divina)  che dimora all'interno di sé stessi. L'ultima sua opera, terminata nel 1963 poco prima di morire, è stata Aor, sa vie, son oeuvre, dedicata alla vita e agli studi del marito.
- Her-Bak "Pois chiche", visage vivant de l'ancienne Égypte, Paris, Flammarion, 1955 (ried. 1993). Tr. ita. Her-Bak cecio, Milano, L'Ottava, 1985 - Nuova ed. Milano, Neri Pozza, 2003.
- Her-Bak, Disciple de la sagesse égyptienne, Paris, Flammarion, 1956 (ried. 1989). Tr. ita Her-Bak discepolo, Milano, L'Ottava, 1986 - Nuova ed. Milano, Neri Pozza, 2000.
- L'ouverture du chemin, Paris, 1957 (ried. 2004). Tr. ita L'apertura del cammino, Milano, Riza, 1999.
- La Lumière du chemin, Paris, la Colombe, Éditions du Vieux colombier, 1960 (ried. la Table d'émeraude, 2003). Tr. ita. La Luce del Cammino, Torino; Ester Edizioni, 2014.
- Contribution à l'égyptologie, Paris, J.-C. Bailly, 1989 (ried. la Table d'émeraude, 2006).